# Spisak EC brojeva (EC 4)
Ovaj spisak sadrži EC brojeve četvrte grupe, EC 4, lijaze, uređene u numeričkom redosledu po preporuci odbora za nomenklaturu Međunarodne unije za biohemiju i molekularnu biologiju.

## EC 4.1: Ugljenik-ugljenik lijaze

### EC 4.1.1:Karboksi-lijaze
- EC 4.1.1.1: piruvat dekarboksilaza
- EC 4.1.1.2: oksalat dekarboksilaza
- EC 4.1.1.3: oksaloacetat dekarboksilaza
- EC 4.1.1.4: acetoacetat dekarboksilaza
- EC 4.1.1.5: acetolaktat dekarboksilaza
- EC 4.1.1.6: akonitat dekarboksilaza
- EC 4.1.1.7: benzoilformat dekarboksilaza
- EC 4.1.1.8: oksalil-KoA dekarboksilaza
- EC 4.1.1.9: malonil-KoA dekarboksilaza
- EC 4.1.1.10: obrisano, uključeno u EC 4.1.1.12
- EC 4.1.1.11: aspartat 1-dekarboksilaza
- EC 4.1.1.12: aspartat 4-dekarboksilaza
- EC 4.1.1.13: obrisano
- EC 4.1.1.14: valin dekarboksilaza
- EC 4.1.1.15: glutamat dekarboksilaza
- EC 4.1.1.16: hidroksiglutamat dekarboksilaza
- EC 4.1.1.17: ornitin dekarboksilaza
- EC 4.1.1.18: lizin dekarboksilaza
- EC 4.1.1.19: arginin dekarboksilaza
- EC 4.1.1.20: diaminopimelat dekarboksilaza
- EC 4.1.1.21: fosforibozilaminoimidazol karboksilaza
- EC 4.1.1.22: histidin dekarboksilaza
- EC 4.1.1.23: orotidin-5'-fosfat dekarboksilaza
- EC 4.1.1.24: aminobenzoat dekarboksilaza
- EC 4.1.1.25: tirozin dekarboksilaza
- EC 4.1.1.26: obrisano, uključeno u EC 4.1.1.28
- EC 4.1.1.27: obrisano, uključeno u EC 4.1.1.28
- EC 4.1.1.28: aromatična-L-aminokiselina dekarboksilaza
- EC 4.1.1.29: sulfoalanin dekarboksilaza
- EC 4.1.1.30: pantotenoilcistein dekarboksilaza
- EC 4.1.1.31: fosfoenolpiruvat karboksilaza
- EC 4.1.1.32: fosfoenolpiruvat karboksikinaza (GTP)
- EC 4.1.1.33: difosfomevalonat dekarboksilaza
- EC 4.1.1.34: dehidro--gulonat dekarboksilaza
- EC 4.1.1.35: UDP-glukuronat dekarboksilaza
- EC 4.1.1.36: fosfopantotenoilcistein dekarboksilaza
- EC 4.1.1.37: uroporfirinogen dekarboksilaza
- EC 4.1.1.38: fosfoenolpiruvat karboksikinaza (difosfat)
- EC 4.1.1.39: ribuloza-bisfosfat karboksilaza
- EC 4.1.1.40: hidroksipiruvat dekarboksilaza
- EC 4.1.1.41: metilmalonil-KoA dekarboksilaza
- EC 4.1.1.42: karnitin dekarboksilaza
- EC 4.1.1.43: fenilpiruvat dekarboksilaza
- EC 4.1.1.44: 4-karboksimukonolakton dekarboksilaza
- EC 4.1.1.45: aminokarboksimukonat-semialdehid dekarboksilaza
- EC 4.1.1.46: o-pirokatehuat dekarboksilaza
- EC 4.1.1.47: tartronat-semialdehid sintaza
- EC 4.1.1.48: indol-3-glicerol-fosfat sintaza
- EC 4.1.1.49: fosfoenolpiruvat karboksikinaza (ATP)
- EC 4.1.1.50: adenozilmetionin dekarboksilaza
- EC 4.1.1.51: 3-hidroksi-2-metilpiridin-4,5-dikarboksilat 4-dekarboksilaza
- EC 4.1.1.52: 6-metilsalicilat dekarboksilaza
- EC 4.1.1.53: fenilalanin dekarboksilaza
- EC 4.1.1.54: dihidroksifumarat dekarboksilaza
- EC 4.1.1.55: 4,5-dihidroksiftalat dekarboksilaza
- EC 4.1.1.56: 3-oksolaurat dekarboksilaza
- EC 4.1.1.57: metionin dekarboksilaza
- EC 4.1.1.58: orselinat dekarboksilaza
- EC 4.1.1.59: galat dekarboksilaza
- EC 4.1.1.60: stipitatonat dekarboksilaza
- EC 4.1.1.61: 4-hidroksibenzoat dekarboksilaza
- EC 4.1.1.62: gentisat dekarboksilaza
- EC 4.1.1.63: protokatehuat dekarboksilaza
- EC 4.1.1.64: 2,2-dialkilglicin dekarboksilaza (piruvat)
- EC 4.1.1.65: fosfatidilserin dekarboksilaza
- EC 4.1.1.66: uracil-5-karboksilat dekarboksilaza
- EC 4.1.1.67: UDP-galakturonat dekarboksilaza
- EC 4.1.1.68: 5-oksopent-3-en-1,2,5-trikarboksilat dekarboksilaza
- EC 4.1.1.69: 3,4-dihidroksiftalat dekarboksilaza
- EC 4.1.1.70: glutakonil-KoA dekarboksilaza
- EC 4.1.1.71: 2-oksoglutarat dekarboksilaza
- EC 4.1.1.72: 2-oksokiselina razranatog lanca dekarboksilaza
- EC 4.1.1.73: tartrat dekarboksilaza
- EC 4.1.1.74: indolpiruvat dekarboksilaza
- EC 4.1.1.75: 5-guanidino-2-oksopentanoat dekarboksilaza
- EC 4.1.1.76: arilmalonat dekarboksilaza
- EC 4.1.1.77: 4-oksalokrotonat dekarboksilaza
- EC 4.1.1.78: acetilendikarboksilat dekarboksilaza
- EC 4.1.1.79: sulfopiruvat dekarboksilaza
- EC 4.1.1.80: 4-hidroksifenilpiruvat dekarboksilaza
- EC 4.1.1.81: treonin-fosfat dekarboksilaza
- EC 4.1.1.82: fosfonopiruvat dekarboksilaza
- EC 4.1.1.83: 4-hidroksifenilacetat dekarboksilaza
- EC 4.1.1.84: D-dopahrom dekarboksilaza
- EC 4.1.1.85: 3-dehidro--gulonat-6-fosfat dekarboksilaza
- EC 4.1.1.86: diaminobutiratna dekarboksilaza
- EC 4.1.1.87: malonil-S-ACP dekarboksilaza
- EC 4.1.1.88: biotin-nezavisna malonatna dekarboksilaza
- EC 4.1.1.89: biotin-zavisna malonatna dekarboksilaza
- EC 4.1.1.90: peptidilna-glutamatna 4-karboksilaza
- EC 4.1.1.91: salicilatna dekarboksilaza
- EC 4.1.1.92: indol-3-karboksilatna dekarboksilaza
- EC 4.1.1.93: pirol-2-karboksilatna dekarboksilaza
- EC 4.1.1.94: etilmalonil-KoA dekarboksilaza
- EC 4.1.1.95: L-glutamil-(BtrI acil-nosilac protein) dekarboksilaza
- EC 4.1.1.96: karboksinorspermidinska dekarboksilaza

### EC 4.1.2: Aldehid-lijaze
- EC 4.1.2.1: obrisano, uključeno u EC 4.1.3.16
- EC 4.1.2.2: ketotetroza-fosfat aldolaza
- EC 4.1.2.3: obrisano, bila je pentozialdolaza.
- EC 4.1.2.4: deoksiriboza-fosfat aldolaza
- EC 4.1.2.5: treonin aldolaza
- EC 4.1.2.6: obrisano, bila je alotreonin aldolaza. Reakcija posredovana EC 2.1.2.1 glicin hidroksimetiltransferazom. Vidi još EC 4.1.2.49.
- EC 4.1.2.7: obrisano, uključeno u EC 4.1.2.13
- EC 4.1.2.8: indol-3-glicerol-fosfat lijaza[2][3]
- EC 4.1.2.9: fosfoketolaza
- EC 4.1.2.10: mandelonitril lijaza
- EC 4.1.2.11: hidroksimandelonitril lijaza
- EC 4.1.2.12: 2-dehidropantoat aldolaza
- EC 4.1.2.13: fruktoza-bisfosfat aldolaza
- EC 4.1.2.14: 2-dehidro-3-deoksi-fosfoglukonat aldolaza
- EC 4.1.2.15: sad EC 2.5.1.54
- EC 4.1.2.16: sad EC 2.5.1.55
- EC 4.1.2.17: L-fukuloza-fosfat aldolaza
- EC 4.1.2.18: 2-dehidro-3-dezoksi--pentonat aldolaza
- EC 4.1.2.19: ramnuloza-1-fosfat aldolaza
- EC 4.1.2.20: 2-dehidro-3-dezoksiglukarat aldolaza
- EC 4.1.2.21: 2-dehidro-3-dezoksi-6-fosfogalaktonat aldolaza
- EC 4.1.2.22: fruktoza-6-fosfat fosfoketolaza
- EC 4.1.2.23: 3-dezoksi-D-mano-otulozonat aldolaza
- EC 4.1.2.24: dimetilanilin-N-oksid aldolaza
- EC 4.1.2.25: dihidroneopterin aldolaza
- EC 4.1.2.26: fenilserin aldolaza
- EC 4.1.2.27: sfinganin-1-fosfat aldolaza
- EC 4.1.2.28: 2-dehidro-3-dezoksi--pentonat aldolaza
- EC 4.1.2.29: 5-dehidro-2-dezoksifosfoglukonat aldolaza
- EC 4.1.2.30: 17a-hidroksiprogestaronska aldolaza
- EC 4.1.2.31: obrisano, uključeno u EC 4.1.3.16
- EC 4.1.2.32: trimetilamin-oksid aldolaza
- EC 4.1.2.33: fukosterol-epoksid lijaza
- EC 4.1.2.34: 4-(2-karboksifenil)-2-oksobut-3-enoat aldolaza
- EC 4.1.2.35: propioin sintaza
- EC 4.1.2.36: laktat aldolaza
- EC 4.1.2.37: hidroksinitrilaza
- EC 4.1.2.38: benzoin aldolaza
- EC 4.1.2.39: obrisano, isto kao EC 4.1.2.37
- EC 4.1.2.40: tagatoza-bisfosfat aldolaza
- EC 4.1.2.41: vanilin sintaza
- EC 4.1.2.49: L-alo-treonin aldolaza
- EC 4.1.2.50: 6-karboksitetrahidropterinska sintaza

### EC 4.1.3: Okso-kiselinske-lijaze
- EC 4.1.3.1: izocitrat lijaza
- EC 4.1.3.2: sad EC 2.3.3.9
- EC 4.1.3.3: N-acetilneuraminat lijaza
- EC 4.1.3.4: hidroksimetilglutaril-KoA lijaza
- EC 4.1.3.5: sad EC 2.3.3.10
- EC 4.1.3.6: citrat (pro-3S)-lijaza
- EC 4.1.3.7: sad EC 2.3.3.1
- EC 4.1.3.8: sad EC 2.3.3.8
- EC 4.1.3.9: sad EC 2.3.3.11
- EC 4.1.3.10: sad EC 2.3.3.7
- EC 4.1.3.11: sad EC 2.3.3.12
- EC 4.1.3.12: sad EC 2.3.3.13
- EC 4.1.3.13: oksalomalat lijaza
- EC 4.1.3.14: 3-hidroksiaspartat aldolaza
- EC 4.1.3.15: sad EC 2.2.1.5
- EC 4.1.3.16: 4-hidroksi-2-oksoglutarat aldolaza
- EC 4.1.3.17: 4-hidroksi-4-metil-2-oksoglutarat aldolaza
- EC 4.1.3.18: sad EC 2.2.1.6
- EC 4.1.3.19: sad EC 2.5.1.56
- EC 4.1.3.20: sad EC 2.5.1.57
- EC 4.1.3.21: sad EC 2.3.3.14
- EC 4.1.3.22: citramalat lijaza
- EC 4.1.3.23: sad EC 2.3.3.2
- EC 4.1.3.24: malil-KoA lijaza
- EC 4.1.3.25: citramalil-KoA lijaza
- EC 4.1.3.26: 3-hidroksi-3-izoheksenilglutaril-KoA lijaza
- EC 4.1.3.27: antranilat sintaza
- EC 4.1.3.28: sad EC 2.3.3.3
- EC 4.1.3.29: sad EC 2.3.3.4
- EC 4.1.3.30: metilizocitrat lijaza
- EC 4.1.3.31: sad EC 2.3.3.5
- EC 4.1.3.32: 2,3-dimetilmalat lijaza
- EC 4.1.3.33: sad EC 2.3.3.6
- EC 4.1.3.34: citril-KoA lijaza
- EC 4.1.3.35: (1-hidroksicikloheksan-1-il)acetil-KoA lijaza
- EC 4.1.3.36: naftoat sintaza
- EC 4.1.3.37: sad EC 2.2.1.7
- EC 4.1.3.38: aminodezoksihorizmat lijaza
- EC 4.1.3.39: 4-hidroksi-2-oksovaleratna aldolaza
- EC 4.1.3.40: horizmatna lijaza
- EC 4.1.3.41: 3-hidroksi-D-aspartatna aldolaza

### EC 4.1.99: Druge ugljenik-ugljenik lijaze
- EC 4.1.99.1: triptofanaza
- EC 4.1.99.2: tirozin fenol-lijaza
- EC 4.1.99.3: dezoksiribodipirimidin foto-lijaza
- EC 4.1.99.4: sad EC 3.5.99.7
- EC 4.1.99.5: oktadekanal dekarbonilaza
- EC 4.1.99.6: sad EC 4.2.3.6
- EC 4.1.99.7: sad EC 4.2.3.9
- EC 4.1.99.8: sad EC 4.2.3.14
- EC 4.1.99.9: sad EC 4.2.3.15
- EC 4.1.99.10: sad EC 4.2.3.16
- EC 4.1.99.11: benzilsukcinat sintaza
- EC 4.1.99.12: 3,4-dihidroksi-2-butanon-4-fosfatna sintaza
- EC 4.1.99.13: (6-4)DNK fotolijaza
- EC 4.1.99.14: Lijaza spornog fotoprodukta
- EC 4.1.99.15: Lijaza S-specifična sporna fotoprodukta
- EC 4.1.99.16: geosminska sintaza
- EC 4.1.99.17: fosfometilpirimidinska sintaza
- EC 4.1.99.18: ciklična piranopterin monofosfatna sintaza
- EC 4.1.99.19: 2-iminoacetatna sintaza

## EC 4.2: Ugljenik-kiseonik lijaze

### EC 4.2.1: Hidro-lijaze
- EC 4.2.1.1: karbonat dehidrataza
- EC 4.2.1.2: fumarat hidrataza
- EC 4.2.1.3: akonitat hidrataza
- EC 4.2.1.4: citrat dehidrataza
- EC 4.2.1.5: arabinonat dehidrataza
- EC 4.2.1.6: galaktonat dehidrataza
- EC 4.2.1.7: altronat dehidrataza
- EC 4.2.1.8: manonat dehidrataza
- EC 4.2.1.9: dihidroksi kiselina dehidrataza
- EC 4.2.1.10: 3-dehidrohinat dehidrataza
- EC 4.2.1.11: fosfopiruvat hidrataza
- EC 4.2.1.12: fosfoglukonat dehidrataza
- EC 4.2.1.13: sad EC 4.3.1.17
- EC 4.2.1.14: sad EC 4.3.1.18
- EC 4.2.1.15: sad EC 4.4.1.1
- EC 4.2.1.16: sad EC 4.3.1.19
- EC 4.2.1.17: enoil-KoA hidrataza
- EC 4.2.1.18: metilglutakonil-KoA hidrataza
- EC 4.2.1.19: imidazoleglicerol-fosfat dehidrataza
- EC 4.2.1.20: triptofan sintaza
- EC 4.2.1.21: sad EC 4.2.1.22
- EC 4.2.1.22: cistationin b-sintaza
- EC 4.2.1.23: obrisano
- EC 4.2.1.24: porfobilinogen sintaza
- EC 4.2.1.25: -arabinonat dehidrataza
- EC 4.2.1.26: sad EC 4.3.1.21
- EC 4.2.1.27: acetilenkarboksilatna hidrataza
- EC 4.2.1.28: mio-inosozna-2 dehidrataza
- EC 4.2.1.29: sad EC 4.99.1.6
- EC 4.2.1.30: glicerol dehidrataza
- EC 4.2.1.31: maleat hidrataza
- EC 4.2.1.32: L(+)-tartrat dehidrataza
- EC 4.2.1.33: 3-izopropilmalat dehidrataza
- EC 4.2.1.34:-2-metilmalat dehidrataza
- EC 4.2.1.35:-2-metilmalat dehidrataza
- EC 4.2.1.36: homoakonitat hidrataza
- EC 4.2.1.37: sad EC 3.3.2.4
- EC 4.2.1.38: sad EC 4.3.1.20
- EC 4.2.1.39: glukonat dehidrataza
- EC 4.2.1.40: glukarat dehidrataza
- EC 4.2.1.41: 5-dehidro-4-dezoksiglukarat dehidrataza
- EC 4.2.1.42: galaktarat dehidrataza
- EC 4.2.1.43: 2-dehidro-3-dezoksi-L-arabinonat dehidrataza
- EC 4.2.1.44: mio-inosozna-2 dehidrataza
- EC 4.2.1.45: CDP-glukoza 4,6-dehidrataza
- EC 4.2.1.46: dTDP-glukoza 4,6-dehidrataza
- EC 4.2.1.47: GDP-manoza 4,6-dehidrataza
- EC 4.2.1.48: -glutamat ciklaza
- EC 4.2.1.49: urokanat hidrataza
- EC 4.2.1.50: pirazolilalanin sintaza
- EC 4.2.1.51: prefenat dehidrataza
- EC 4.2.1.52: dihidrodipikolinat sintaza
- EC 4.2.1.53: oleat hidrataza
- EC 4.2.1.54: laktoil-KoA dehidrataza
- EC 4.2.1.55: 3-hidroksibutiril-KoA dehidrataza
- EC 4.2.1.56: itakonil-KoA hidrataza
- EC 4.2.1.57: izoheksenilglutakonil-KoA hidrataza
- EC 4.2.1.58: krotonoil-(acil-nosilac-protein) hidrataza
- EC 4.2.1.59: 3-Hidroksioktanoil-(acil-nosilac-protein) dehidrataza
- EC 4.2.1.60: 3-hidroksidekanoil-(acil-nosilac-protein) dehidrataza
- EC 4.2.1.61: 3-hidroksipalmitoil-(acil-nosilac-protein) dehidrataza
- EC 4.2.1.62: 5a-hidroksisteroid dehidrataza
- EC 4.2.1.63: sad EC 3.3.2.3
- EC 4.2.1.64: sad EC 3.3.2.3
- EC 4.2.1.65: 3-cijanoalanin hidrataza
- EC 4.2.1.66: cijanid hidrataza
- EC 4.2.1.67: -fukonat dehidrataza
- EC 4.2.1.68: -fukonat dehidrataza
- EC 4.2.1.69: cijanamid hidrataza
- EC 4.2.1.70: pseudouridilat sintaza
- EC 4.2.1.71: identično sa EC 4.2.1.27
- EC 4.2.1.72: sad EC 4.1.1.78
- EC 4.2.1.73: protoafin-aglukonska dehidrataza (ciklizacija)
- EC 4.2.1.74: dugolančana-enoil-KoA hidrataza
- EC 4.2.1.75: uroporfirinogen-III sintaza
- EC 4.2.1.76: UDP-glukoza 4,6-dehidrataza
- EC 4.2.1.77: trans-L-3-hidroksiprolin dehidrataza
- EC 4.2.1.78: (S)-norkoklaurin sintaza
- EC 4.2.1.79: 2-metilcitrat dehidrataza
- EC 4.2.1.80: 2-oksopent-4-enoat hidrataza
- EC 4.2.1.81: D(-)-tartrat dehidrataza
- EC 4.2.1.82: ksilonat dehidrataza
- EC 4.2.1.83: 4-oksalmesakonat hidrataza
- EC 4.2.1.84: nitril hidrataza
- EC 4.2.1.85: dimetilmaleat hidrataza
- EC 4.2.1.86: sad EC 4.2.1.98
- EC 4.2.1.87: oktopamin dehidrataza
- EC 4.2.1.88: sinefrin dehidrataza
- EC 4.2.1.89: karnitin dehidrataza
- EC 4.2.1.90: L-ramnonat dehidrataza
- EC 4.2.1.91: arogenat dehidrataza
- EC 4.2.1.92: hidroperoksid dehidrataza
- EC 4.2.1.93: ATP-zavistan NAD(P)H-hidrat dehidrataza
- EC 4.2.1.94: scitalon dehidrataza
- EC 4.2.1.95: kieviton hidrataza
- EC 4.2.1.96: 4a-hidroksitetrahidrobiopterin dehidrataza
- EC 4.2.1.97: fazeolidinska hidrataza
- EC 4.2.1.98: 16a-hidroksiprogestaronska dehidrataza
- EC 4.2.1.99: 2-metilisocitrat dehidrataza
- EC 4.2.1.100: cikloheksa-1,5-dienekarbonil-KoA hidrataza
- EC 4.2.1.101: trans-feruloil-KoA hidrataza
- EC 4.2.1.102: sad EC 4.2.1.100
- EC 4.2.1.103: cikloheksil-izocijanid hidrataza
- EC 4.2.1.104: cijanat hidrataza
- EC 4.2.1.105: 2-hidroksiizoflavanon dehidrataza
- EC 4.2.1.106: žučna kiselina 7a-dehidrataza
- EC 4.2.1.107: 3a,7a,12a-trihidroksi-5b-holest-24-enoil-KoA dehidrataza
- EC 4.2.1.108: ektoinska sintaza
- EC 4.2.1.109: metiltioribuloza 1-fosfatna dehidrataza
- EC 4.2.1.110: aldos-2-ulozna dehidrataza
- EC 4.2.1.111: 1,5-anhidro-D-fruktoza dehidrataza
- EC 4.2.1.112: acetilenska hidrataza
- EC 4.2.1.113: o-sukcinilbenzoatna sintaza
- EC 4.2.1.114: metanogenska homoakonitaza
- EC 4.2.1.115: UDP-N-acetilglukozaminska 4,6-dehidrataza (inverzija konfiguracije)
- EC 4.2.1.116: 3-hidroksipropionil-KoA dehidrataza
- EC 4.2.1.117: 2-metilcitratna dehidrataza (formira 2-metil-trans-akonitat)
- EC 4.2.1.118: 3-dehidrošikimatna dehidrataza
- EC 4.2.1.119: enoil-KoA hidrataza 2
- EC 4.2.1.120: 4-hidroksibutanoil-KoA dehidrataza
- EC 4.2.1.121: kolneleatna sintaza
- EC 4.2.1.122: triptofanska sintaza (spašavanje indola)
- EC 4.2.1.123: tetrahimanolna sintaza
- EC 4.2.1.124: arabidiolna sintaza
- EC 4.2.1.125: damarenediolna II sintaza
- EC 4.2.1.126: N-acetilmuraminska kiselina 6-fosfatna eteraza
- EC 4.2.1.127: linaloolna dehidrataza
- EC 4.2.1.128: lupan-3beta,20-diolna sintaza
- EC 4.2.1.129: skvalen—hopanolna ciklaza
- EC 4.2.1.130: D-laktatna dehidrataza
- EC 4.2.1.131: karotenoidna 1,2-hidrataza
- EC 4.2.1.132: 2-hidroksiheksa-2,4-dienoatna hidrataza
- EC 4.2.1.133: kopal-8-ol difosfatna hidrataza
- EC 4.2.1.134: veoma-dugačak-lanac (3R)-3-hidroksiacil-(acil-nosilac protein) dehidrataza
- EC 4.2.1.135: UDP-N-acetilglukozaminska 4,6-dehidrataza (zadržavanje konfiguracije)
- EC 4.2.1.136: ADP-zavisna NAD(P)H-hidratna dehidrataza
- EC 4.2.1.137: sporulenolna sintaza

### EC 4.2.2: Deluju na polisaharide
- EC 4.2.2.1: hijaluronat lijaza
- EC 4.2.2.2: pektat lijaza
- EC 4.2.2.3: poli(b-D-manuronat) lijaza
- EC 4.2.2.4: hondroitin ABC lijaza
- EC 4.2.2.5: hondroitin AC lijaza
- EC 4.2.2.6: oligogalakturonid lijaza
- EC 4.2.2.7: heparin lijaza
- EC 4.2.2.8: heparin-sulfat lijaza
- EC 4.2.2.9: pektat disaharid-lijaza
- EC 4.2.2.10: pektin lijaza
- EC 4.2.2.11: poli(a-L-guluronat) lijaza
- EC 4.2.2.12: ksantan lijaza
- EC 4.2.2.13: ekso-(1→4)-α-D-glucan lijaza
- EC 4.2.2.14: glukuronan lijaza
- EC 4.2.2.15: anhidrosijalidaza
- EC 4.2.2.16: levan fruktotransferaza (DFA-IV)
- EC 4.2.2.17: inulin fruktotransferaza (DFA-I)
- EC 4.2.2.18: inulin fruktotransferaza (DFA-III)
- EC 4.2.2.19: hondroitin B lijaza
- EC 4.2.2.20: hondroitin-sulfat-ABC endolijaza
- EC 4.2.2.21: hondroitin-sulfat-ABC eksolijaza
- EC 4.2.2.22: pektatna trisaharid-lijaza
- EC 4.2.2.23: ramnogalakturonanska endolijaza
- EC 4.2.2.24: ramnogalakturonanska eksolijaza
- EC 4.2.2.25: gelanska lijaza

### EC 4.2.3: Deluju na fosfate
- EC 4.2.3.1: treonin sintaza
- EC 4.2.3.2: etanolamin-fosfat fosfo-lijaza
- EC 4.2.3.3: metilglioksal sintaza
- EC 4.2.3.4: 3-dehidrohinat sintaza
- EC 4.2.3.5: horizmat sintaza
- EC 4.2.3.6: trihodien sintaza
- EC 4.2.3.7: pentalenen sintaza
- EC 4.2.3.8: kazben sintaza
- EC 4.2.3.9: aristolohen sintaza
- EC 4.2.3.10: (-)-endo-fenhol sintaza
- EC 4.2.3.11: sabinen-hidrat sintaza
- EC 4.2.3.12: 6-piruvoiltetrahidropterin sintaza
- EC 4.2.3.13: (+)-δ-Kadinenska sintaza
- EC 4.2.3.14: pinen sintaza
- EC 4.2.3.15: mircen sintaza
- EC 4.2.3.16: (4S)-limonen sintaza
- EC 4.2.3.17: taksadien sintaza
- EC 4.2.3.18: abietadien sintaza
- EC 4.2.3.19: ent-kauren sintaza
- EC 4.2.3.20: (R)-limonen sintaza
- EC 4.2.3.21: vetispiradien sintaza

### EC 4.2.99: Druge ugljenik-kiseonik lijaze
- EC 4.2.99.1: sad EC 4.2.2.2
- EC 4.2.99.2: sad EC 4.2.3.1
- EC 4.2.99.3: sad EC 4.2.2.2
- EC 4.2.99.4: sad EC 4.2.2.3
- EC 4.2.99.5: obrisano
- EC 4.2.99.6: obrisano, uključeno u EC 4.2.2.4 i EC 4.2.2.5
- EC 4.2.99.7: sad EC 4.2.3.2
- EC 4.2.99.8: sad EC 2.5.1.47
- EC 4.2.99.9: sad EC 2.5.1.48
- EC 4.2.99.10: sad EC 2.5.1.49
- EC 4.2.99.11: sad EC 4.2.3.3
- EC 4.2.99.12: karboksimetiloksisukcinat lijaza
- EC 4.2.99.13: sad EC 2.5.1.50
- EC 4.2.99.14: sad EC 2.5.1.51
- EC 4.2.99.15: sad EC 2.5.1.52
- EC 4.2.99.16: sad EC 2.5.1.53
- EC 4.2.99.17: sad EC 4.2.99.14
- EC 4.2.99.18: DNK-(apurinsko ili apirimidinsko mesto) lijaza
- EC 4.2.99.19: sad EC 4.4.1.23
- EC 4.2.3.22: germacradienolna sintaza
- EC 4.2.3.23: germakren-A sintaza
- EC 4.2.3.24: amorpha-4,11-dienska sintaza
- EC 4.2.3.25: S-linaloolna sintaza
- EC 4.2.3.26: R-linaloolna sintaza
- EC 4.2.3.27: izoprenska sintaza
- EC 4.2.3.28: ent-kasa-12,15-dienska sintaza
- EC 4.2.3.29: ent-sandarakopimaradien sintaza
- EC 4.2.3.30: ent-pimara-8(14),15-dienska sintaza
- EC 4.2.3.31: ent-pimara-9(11),15-dienska sintaza
- EC 4.2.3.32: levopimaradienska sintaza
- EC 4.2.3.33: stemar-13-enska sintaza
- EC 4.2.3.34: stemod-13(17)-enska sintaza
- EC 4.2.3.35: sin-pimara-7,15-dienska sintaza
- EC 4.2.3.36: terpentetrienska sintaza
- EC 4.2.3.37: epi-izozizaenska sintaza
- EC 4.2.3.38: alfa-bisabolenska sintaza
- EC 4.2.3.39: epi-kedrolna sintaza
- EC 4.2.3.40: (Z)-gama-bisabolenska sintaza
- EC 4.2.3.41: elisabetatrienska sintaza
- EC 4.2.3.42: afidikolan-16beta-olna sintaza
- EC 4.2.3.43: fusikoka-2,10(14)-dienska sintaza
- EC 4.2.3.44: izopimara-7,15-dienska sintaza
- EC 4.2.3.45: filokladan-16alfa-olna sintaza
- EC 4.2.3.46: alfa-farnezenska sintaza
- EC 4.2.3.47: beta-farnezenska sintaza
- EC 4.2.3.48: (3S,6E)-nerolidolna sintaza
- EC 4.2.3.49: (3R,6E)-nerolidolna sintaza
- EC 4.2.3.50: (+)-alfa-santalenska sintaza ((2Z,6Z)-farnezil difosfat ciklizacija)
- EC 4.2.3.51: beta-felandrenska sintaza (neril-difosfat-ciklizacija)
- EC 4.2.3.52: (4S)-beta-felandrenska sintaza (geranil-difosfat-ciklizacija)
- EC 4.2.3.53: (+)-endo-beta-bergamotenska sintaza ((2Z,6Z)-farnezil difosfat ciklizacija)
- EC 4.2.3.54: (-)-endo-alfa-bergamotenska sintaza ((2Z,6Z)-farnezil difosfat ciklizacija)
- EC 4.2.3.55: (S)-beta-bisabolenska sintaza
- EC 4.2.3.56: gama-humulenska sintaza
- EC 4.2.3.57: (-)-beta-kariofilenska sintaza
- EC 4.2.3.58: longifolenska sintaza
- EC 4.2.3.59: (E)-gama-bisabolenska sintaza
- EC 4.2.3.60: germakrenska C sintaza
- EC 4.2.3.61: 5-epiaristolohenska sintaza
- EC 4.2.3.62: (-)-gama-kadinenska sintaza ((2Z,6E)-farnezil difosfat ciklizacija)
- EC 4.2.3.63: (+)-kubenenska sintaza
- EC 4.2.3.64: (+)-epikubenolna sintaza
- EC 4.2.3.65: zingiberenska sintaza
- EC 4.2.3.66: beta-selinenska ciklaza
- EC 4.2.3.67: cis-muuroladienska sintaza
- EC 4.2.3.68: beta-eudesmolna sintaza
- EC 4.2.3.69: (+)-alfa-barbatenska sintaza
- EC 4.2.3.70: pačulolna sintaza
- EC 4.2.3.71: (E,E)-germakrenska B sintaza
- EC 4.2.3.72: alfa-gurjunenska sintaza
- EC 4.2.3.73: valencenska sintaza
- EC 4.2.3.74: presilfiperfolanolna sintaza
- EC 4.2.3.75: (-)-germakrenska D sintaza
- EC 4.2.3.76: (+)-delta-selinenska sintaza
- EC 4.2.3.77: (+)-germakrenska D sintaza
- EC 4.2.3.78: beta-hamigrenska sintaza
- EC 4.2.3.79: tujopsenska sintaza
- EC 4.2.3.80: alfa-longipinenska sintaza
- EC 4.2.3.81: ekso-alfa-bergamotenska sintaza
- EC 4.2.3.82: alfa-santalenska sintaza
- EC 4.2.3.83: beta-santalenska sintaza
- EC 4.2.3.84: 10-epi-gama-eudesmolna sintaza
- EC 4.2.3.85: alfa-eudesmolna sintaza
- EC 4.2.3.86: 7-epi-alfa-selinenska sintaza
- EC 4.2.3.87: alfa-guajienska sintaza
- EC 4.2.3.88: viridiflorenska sintaza
- EC 4.2.3.89: (+)-beta-kariofilenska sintaza
- EC 4.2.3.90: 5-epi-alfa-selinenska sintaza
- EC 4.2.3.91: kubebolna sintaza
- EC 4.2.3.92: (+)-gama-kadinenska sintaza
- EC 4.2.3.93: delta-guajienska sintaza
- EC 4.2.3.94: gama-kurkumenska sintaza
- EC 4.2.3.95: (-)-alfa-kuprenenska sintaza
- EC 4.2.3.96: avermitilolna sintaza
- EC 4.2.3.97: (-)-delta-kadinenska sintaza
- EC 4.2.3.98: (+)-T-muurololna sintaza
- EC 4.2.3.99: labdatrienska sintaza
- EC 4.2.3.100: biciklogermakrenska sintaza
- EC 4.2.3.101: 7-epi-seskvitujenska sintaza
- EC 4.2.3.102: seskvitujenska sintaza
- EC 4.2.3.103: ent-izokaurenska sintaza
- EC 4.2.3.104: alfa-humulenska sintaza
- EC 4.2.3.105: triciklenska sintaza
- EC 4.2.3.106: (E)-beta-ocimenska sintaza
- EC 4.2.3.107: (+)-kar-3-enska sintaza
- EC 4.2.3.108: 1,8-cineolna sintaza
- EC 4.2.3.109: (-)-Sabinenska sintaza
- EC 4.2.3.110: (+)-Sabinenska sintaza
- EC 4.2.3.111: (-)-Alfa-terpineolna sintaza
- EC 4.2.3.112: (+)-Alfa-terpineolna sintaza
- EC 4.2.3.113: terpinolenska sintaza
- EC 4.2.3.114: gama-terpinenska sintaza
- EC 4.2.3.115: alfa-terpinenska sintaza
- EC 4.2.3.116: (+)-Kamfenska sintaza
- EC 4.2.3.117: (-)-Kamfenska sintaza
- EC 4.2.3.118: 2-Metilizoborneolna sintaza
- EC 4.2.3.119: (-)-Alfa-pinenska sintaza
- EC 4.2.3.120: (-)-Beta-pinenska sintaza
- EC 4.2.3.121: (+)-Alfa-pinenska sintaza
- EC 4.2.3.122: (+)-Beta-pinenska sintaza
- EC 4.2.3.123: beta-seskvifelandrenska sintaza
- EC 4.2.3.124: 2-Dezoksi-scilo-inosozna sintaza
- EC 4.2.3.125: alfa-muurolenska sintaza
- EC 4.2.3.126: gama-muurolenska sintaza
- EC 4.2.3.127: beta-kopaenska sintaza
- EC 4.2.3.128: beta-kubebenska sintaza
- EC 4.2.3.129: (+)-Sativenska sintaza
- EC 4.2.3.130: tetraprenil-beta-kurkumenska sintaza
- EC 4.2.3.131: miltiradienska sintaza
- EC 4.2.3.132: neoabietadienska sintaza
- EC 4.2.3.133: alfa-kopaenska sintaza
- EC 4.2.3.134: 5-Fosfonooksi-L-lizinska fosfo-lijaza
- EC 4.2.3.135: Delta6-protoiludenska sintaza
- EC 4.2.3.136: alfa-izokomenska sintaza
- EC 4.2.3.137: (E)-2-epi-beta-kariofilenska sintaza
- EC 4.2.3.138: (+)-Epi-alfa-bisabololna sintaza
- EC 4.2.3.139: valerena-4,7(11)-dienska sintaza
- EC 4.2.3.140: cis-abienolna sintaza

### EC 4.2.99: Druge ugljenik-kiseonik lijaye
- EC 4.2.99.1: sad EC 4.2.2.2
- EC 4.2.99.2: sad EC 4.2.3.1
- EC 4.2.99.3: sad EC 4.2.2.2
- EC 4.2.99.4: sad EC 4.2.2.3
- EC 4.2.99.5: obrisano
- EC 4.2.99.6: obrisano, uključeno u EC 4.2.2.4 i EC 4.2.2.5
- EC 4.2.99.7: sad EC 4.2.3.2
- EC 4.2.99.8: sad EC 2.5.1.47
- EC 4.2.99.9: sad EC 2.5.1.48
- EC 4.2.99.10: sad EC 2.5.1.49
- EC 4.2.99.11: sad EC 4.2.3.3
- EC 4.2.99.12: karboksimetiloksisukcinatna lijaza
- EC 4.2.99.13: sad EC 2.5.1.50
- EC 4.2.99.14: sad EC 2.5.1.51
- EC 4.2.99.15: sad EC 2.5.1.52
- EC 4.2.99.16: sad EC 2.5.1.53
- EC 4.2.99.17: sad EC 4.2.99.14
- EC 4.2.99.18: DNK-(apurinsko ili apirimidinsko mesto) lijaza
- EC 4.2.99.19: sad EC 4.4.1.23
- EC 4.2.99.20: 2-Sukcinil-6-hidroksi-2,4-cikloheksadien-1-karboksilatna sintaza
- EC 4.2.99.21: izohorizmatna lijaza

## EC 4.3: Ugljenik-azot lijaze

### EC 4.3.1: Ammonijak-lijaze
- EC 4.3.1.1: aspartat amonijak-lijaza
- EC 4.3.1.2: metilaspartat amonijak-lijaza
- EC 4.3.1.3: histidin amonijačna lijaza
- EC 4.3.1.4: formiminotetrahidrofolat ciklodeaminaza
- EC 4.3.1.5: fenilalanin amonijak-lijaza
- EC 4.3.1.6: b-alanil-KoA amonijak-lijaza
- EC 4.3.1.7: etanolamin amonijak-lijaza
- EC 4.3.1.8: sad EC 2.5.1.61
- EC 4.3.1.9: glukozaminat amonijak-lijaza
- EC 4.3.1.10: serin-sulfat amonijak-lijaza
- EC 4.3.1.11: dihidroksifenilalanin amonijak-lijaza
- EC 4.3.1.12: ornitin ciklodeaminaza
- EC 4.3.1.13: karbamoil-serin amonijak-lijaza
- EC 4.3.1.14: 3-aminobutiril-KoA amonijak-lijaza
- EC 4.3.1.15: diaminopropionat amonijak-lijaza
- EC 4.3.1.16: treo-3-hidroksiaspartat amonijak-lijaza
- EC 4.3.1.17: L-serin amonijak-lijaza
- EC 4.3.1.18: D-serin amonijak-lijaza
- EC 4.3.1.19: treonin amonijak-lijaza
- EC 4.3.1.20: eritro-3-hidroksiaspartat amonijak-lijaza
- EC 4.3.1.21: sad EC 4.3.1.9
- EC 4.3.1.22: 3,4-Dihidroksifenilalaninska reductivna deaminaza
- EC 4.3.1.23: tirozinska amonijak-lijaza
- EC 4.3.1.24: fenilalaninska amonijak-lijaza
- EC 4.3.1.25: fenilalanin/tirozinska amonijak-lijaza
- EC 4.3.1.26: hromopirolatna sintaza
- EC 4.3.1.27: treo-3-hidroksi-D-aspartatna amonijak-lijaza
- EC 4.3.1.28: L-lizinska ciklodeaminaza

### EC 4.3.2: Amidin-lijaze
- EC 4.3.2.1: argininosukcinat lijaza
- EC 4.3.2.2: adenilosukcinat lijaza
- EC 4.3.2.3: ureidoglikolat lijaza
- EC 4.3.2.4: purin imidazolni prsten ciklaza
- EC 4.3.2.5: peptidilamidoglikolat lijaza
- EC 4.3.2.6: gama-L-glutamil-butirozin B gama-glutamilna ciklotransferaza

### EC 4.3.3: Amin-lijaze
- EC 4.3.3.1: 3-ketovalidoksilamin C-N-lijaza
- EC 4.3.3.2: striktozidin sintaza
- EC 4.3.3.3: deacetilizoipekozid sintaza
- EC 4.3.3.4: deacetilipekozidna sintaza
- EC 4.3.3.5: 4'-Demetilrebekamicinska sintaza
- EC 4.3.3.6: piridoksal 5'-fosfatna sintaza (hidroliza glutamina)
- EC 4.3.3.7: 4-Kidroksi-tetrahidrodipikolinatna sintaza

### EC 4.3.99: Druge ugljenik-azot lijaze
- EC 4.3.99.1: sad EC 4.2.1.104
- EC 4.3.99.2: karboksibiotinska dekarboksilaza
- EC 4.3.99.3: 7-Karboksi-7-deazaguaninska sintaza

## EC 4.4: Ugljenik-sumpor lijaze
- EC 4.4.1.1: cistationin g-lijaza
- EC 4.4.1.2: homocistein desulfhidraza
- EC 4.4.1.3: dimetilpropiotetin detiometilaza
- EC 4.4.1.4: alin lijaza
- EC 4.4.1.5: laktoilglutation lijaza
- EC 4.4.1.6: S-alkilcistein lijaza
- EC 4.4.1.7: obrisano, uključeno u EC 2.5.1.18
- EC 4.4.1.8: cistationin b-lijaza
- EC 4.4.1.9: L-3-cijanoalanin sintaza
- EC 4.4.1.10: cistein lijaza
- EC 4.4.1.11: metionin g-lijaza
- EC 4.4.1.12: obrisano
- EC 4.4.1.13: cistein-S-konjugat b-lijaza
- EC 4.4.1.14: 1-aminociklopropan-1-karboksilat sintaza
- EC 4.4.1.15: D-cistein desulfhidraza
- EC 4.4.1.16: selenocistein lijaza
- EC 4.4.1.17: holocitohrom-c sintaza
- EC 4.4.1.18: sad EC 1.8.3.5
- EC 4.4.1.19: fosfosulfolaktat sintaza
- EC 4.4.1.20: leukotrien-C4 sintaza
- EC 4.4.1.21: S-ribozilhomocistein lijaza
- EC 4.4.1.22: S-(hidroksimetil)glutation sintaza
- EC 4.4.1.23: 2-hidroksipropil-KoM lijaza
- EC 4.4.1.24: (2R)-sulfolaktatna sulfo-lijaza
- EC 4.4.1.25: L-cisteatna sulfo-lijaza
- EC 4.4.1.26: olivetolinsko kiselinska ciklaza

## EC 4.5: Ugljenik-halid lijaze
- EC 4.5.1.1: DDT-dehidrohlorinaza
- EC 4.5.1.2: 3-hloro-D-alanin dehidrohlorinaza
- EC 4.5.1.3: dihlorometan dehalogenaza
- EC 4.5.1.4: L-2-amino-4-hloropent-4-enoat dehidrohlorinaza
- EC 4.5.1.5: -karboksimetilcistein sintaza

## EC 4.6: Fosfor-kiseonik lijaze
- EC 4.6.1.1: adenilat ciklaza
- EC 4.6.1.2: guanilatna ciklaza
- EC 4.6.1.3: sad EC 4.2.3.4
- EC 4.6.1.4: sad EC 4.2.3.5
- EC 4.6.1.5: sad EC 4.2.3.7
- EC 4.6.1.6: citidilat ciklaza
- EC 4.6.1.7: sad EC 4.2.3.8
- EC 4.6.1.8: sad EC 4.2.3.10
- EC 4.6.1.9: sad EC 4.2.3.11
- EC 4.6.1.10: sad EC 4.2.3.12
- EC 4.6.1.11: sad EC 4.2.3.13
- EC 4.6.1.12: 2-C-metil-D-eritritol 2,4-ciklodifosfat sintaza
- EC 4.6.1.13: fosfatidilinozitol diacilglicerol-lijaza
- EC 4.6.1.14: glikozilfosfatidilinozitol diacilglicerol-lijaza
- EC 4.6.1.15: FAD-AMP lijaza

## EC 4.99: Druge lijaze
- EC 4.99.1.1: ferohelataza
- EC 4.99.1.2: alkilmerkuri lijaza
- EC 4.99.1.3: sirohidrohlor kobaltohelataza
- EC 4.99.1.4: sirohidrohlor ferohelataza
- EC 4.99.1.5: alifatični aldoksim dehidrataza
- EC 4.99.1.6: indolacetaldoksim dehidrataza
- EC 4.99.1.7: fenilacetaldoksim dehidrataza
- EC 4.99.1.8: hemna ligaza

## Literatura
- Nicholas C. Price; Lewis Stevens (1999). Fundamentals of Enzymology: The Cell and Molecular Biology of Catalytic Proteins (Third изд.). USA: Oxford University Press. ISBN 019850229X.
- Eric J. Toone (2006). Advances in Enzymology and Related Areas of Molecular Biology, Protein Evolution (Volume 75 изд.). Wiley-Interscience. ISBN 0471205036.
- Branden C; Tooze J. Introduction to Protein Structure. New York, NY: Garland Publishing. ISBN 0-8153-2305-0.
- Irwin H. Segel. Enzyme Kinetics: Behavior and Analysis of Rapid Equilibrium and Steady-State Enzyme Systems (Book 44 изд.). Wiley Classics Library. ISBN 0471303097.
- William P. Jencks (1987). Catalysis in Chemistry and Enzymology. Dover Publications. ISBN 0486654605.